# チョロQHG4
『チョロQ HG4』（チョロキュー ハイグレードフォー、英題：ChoroQ）は、タカラおよびアトラスより2003年11月27日に発売されたPlayStation 2用ゲームソフト。ベスト盤はタカラのゲーム事業がアトラスに譲渡された関係から、アトラスによる販売となっている。
残虐表現が多いゲームへのアンチテーゼとして、“このゲームには友情シーンやフレンドリーな表現が含まれています。”との表示が描かれている。

## 概要
『HG2』『HG3』まで開発を手掛けていたe-game社から開発会社が変更され、再びバーンハウスエフェクトが開発を手がけることになった。HGシリーズの最終作にあたる。
これまでの作品よりもストーリーに重点が置かれており、ジャンルはRPGになっているが、レースを主体とした作風は変わっていない。

## ストーリー
20年前、グランプリ界で最強最速の名を欲しいがままにし、その速さから「帝王」と謳われるレーサーがいた。しかし、レース中に発生したある一件のクラッシュを機に表舞台から姿を消してしまう。
時は流れ現在、ブラチータウンにレーサーを目指す若者がいた。グランプリ優勝を目指し、隣町に住む親友バラートと共に各地のレースに挑む。

## 登場人物

### 住民キャラクター
バラート
主人公の幼なじみで親友、そしてライバルである。ポクイータウン出身。主人公のレース制覇状況に合わせて彼の実力も上昇していき、最終的にグランプリでも戦うことになる。「国際舞台で戦うのが夢」「サーキットで死ねれば本望」と語る根っからのレース好き。
主人公とのグランプリを終えた後、ゼンマイが固まる難病に侵されてしまう。
ノラヒカ
ブラチータウン南東に住む中年チョロQ。「レース馬鹿親父」と呼ばれるほどのレース好きで、新人レーサーである主人公にアドバイスをしたり、パーツの材料をプレゼントしてくれる。
その正体はかつてグランプリ等で名を馳せた『ゲープコッチの三本槍』の一人。公には親友ノルキアの事故死をきっかけにレーサーから足を洗ったが、非公式のレースである「デスカップ」に参加しており、デスカップに参加した主人公にすべてを語った。
ドラオガ
ポクイータウンの住民を悩ませる暴走族「ブラックヒヨコ団」のリーダー。弟のエスカンに勝った主人公に勝負を挑んでくる。勝負に負けると、ブラックヒヨコ団のメンバーに勧誘してくる。根は弟思いで、主人公のレースにメンバー総出で応援に駆けつけるなど、悪人ではない。
エスカン
ドラオガの弟で、「ブラックヒヨコ団」のメンバー。ブラチータウンの小学校に通う小学生。語尾に「じゃん」と付ける生意気な性格で、主人公に勝負を挑んでくる。兄のドラオガからは真っ当な人生を歩んでほしいと願われている。
ビダルト
「ブラックヒヨコ団」で最初に主人公に勝負を挑んできたメンバー。ブラチータウンの夜の街道に現れる。
ダコタン
「ブラックヒヨコ団」のメンバー。ジャデクの息子。
ゲドルナ
ポクイータウンのバーのマスター。親切で面倒見が良く、メカニックやアニアの紹介、レース帝王についての話題など、様々な面で主人公をサポートする。峠の走り屋・ゲトラクは彼の弟。
ゼルタフ
ポクイータウンに住む発明家の老人。様々な怪しい発明をしているが、騒動を引き起こしてしまうこともしばしば。とある実験を主人公に依頼した際、セッティングの甘さを見抜き、メカニックを探すことを勧めてくる。
ラフネク
ポクイータウンに住むメカニック。ゲドルナの紹介でメカニックを探していた主人公と知り合い、主人公のマシンセッティングを担当する。メカニックとしては駆け出しだが、その実力は確か。
ノルキア
かつてノラヒカの親友だったレーサー。本編では故人であり、ポクイータウンに墓がある。
その正体はかつてグランプリ等で名を馳せた『ゲープコッチの三本槍』の一人。当時、レースは貴族たちの嗜みという風潮が強く、その中で唯一の庶民であったノラヒカは周囲から馬鹿にされていた。そんな中、ノルキアだけは心優しく接してくれたため、やがて親友同士となる。しかし20年前のとあるレースで、ノルキアは突如ノラヒカの目の前で事故死。このことはノラヒカやケーニヒに大きなショックを与え、その後程なくして2人は表舞台を去った。
チャーランキ
自他共に認める「腹黒い政治家」で、黒い噂が絶えない。裏レースである「デスカップ」を主催しているとの噂もある。
主人公がデスカップを制する頃、それまでの汚職が暴かれ逮捕されてしまう。その後、主人公に送った手紙の中でノルキアの死の真相を明かした。
ケーニヒ
ニャキータウンにあるゲトラ宮殿に住む貴族。フルネームは「ケーニヒ・ゲトラ=クロイツナッハ」。レース貴族であるゲトラ=クロイツナッハ家の当主で、爵位は男爵。普段から表に出ることはなく、住民からもその生活を知られていない。
その正体はかつてグランプリ等で名を馳せた『ゲープコッチの三本槍』の一人。当時のレース界では敵なしの強さを誇り、「レース帝王」の異名の持ち主でもあった。ノルキアの事故以降は表舞台を去っていたが、主人公の熱望に応える形で20年ぶりにグランプリ界に復帰する。

### レース関係者
リーニ
ラノフカワークスのリーダー。気さくな熱血漢。その実力もトップクラスで、ニャキータウンのソバッソファンも認めるほど。チーム強化にも力を入れており、自ら主人公をスカウトすることもある。
ルルーザ
ラノフカワークスのメンバー。ギャル口調が特徴。当初は主人公に興味を示さなかったが、次第に主人公に好意を寄せてくるようになる。口調は軽薄だが、仲間思いな一面もある。
ガイガス
ポムニクワークスのリーダー。侍のような口調が特徴で、作中では「特攻」と称してブロックや体当たりなどを仕掛けてくる。レース中でのホイールは何故か「おんなのこホイール」を装備している。
ベルニス
ポムニクワークスのメンバー。英語混じりの喋り方が特徴で、自ら「ポムニクのエース」と自称する非常に好戦的な自信家。実力もその名に違わぬ持ち主で、レースではしばしばリーダーのカイガスを上回ることも。地元ポクイーでの人気も高く「ソウルフルでホットな走り」と評されている。
ケーベルト
ソバッソワークスのリーダー。レース貴族であるリュクセンドッフ家の娘。フルネームは「ケーベルト・フォン・リュクセンドッフ」。アニアの影響でレースを始めた。お嬢様らしく優雅でおしとやかな性格だが、チームをまとめるカリスマ性も併せ持つ。
オーストリ
ソバッソワークスのメンバー。リュクセンドッフ家の軍属で、ケーベルトを「ケーベルト様」と呼び慕っている。実力も確かなものであり、レース中もケーベルトを献身的にサポートする。
アニア
キスババワークスのリーダー。レース貴族であるキスババ家の娘。フルネームは「アニア・キスババ」。負けん気が強く、かなりわがままで高飛車なお嬢様だが、その実力は作中でもトップクラスに入る。主人公の性別によってセリフが変化する。父親はレース運営理事で、顔が広い。
幼少期はノラヒカからの指導を受けており、彼のことを「おじさま」と呼び慕っている。レースを始めるにあたり、反対していた父親を説得したのもノラヒカである。
ニェーボ
キスババワークスのメンバー。片仮名を織り混ぜた独特の口調が特徴。データを活用して常にコンマ数秒の計算をしており、コースに合わせた緻密な走りを得意とする。主人公を「本能だけの走り」と馬鹿にしてくるが、レース中競り合いになると混乱する様子もみられる。
趣味はスロットカーで、洋菓子屋の娘が気になるらしい。
ケーシュ
メグベスワークスのリーダー。メグベスという名の神を信仰しており、レース中には度々神頼みをするかのようなセリフを口にする。メグベスワークスのチームカラーは緑色だが、ボディカラーはベージュである。
ニャーッキ
メグベスワークスのメンバー。レース中しばしば詩的なことを呟くが、実力は高くなく、グランプリレースでは最下位争いの常連。

## ゲームシステム
プレイヤー
ガレージは３つあり、１つのメモリーカードでプレイヤーのチョロQを３台まで育てられる。性別も男の子と女の子の選択ができ、初期設定で選択できるボディやガレージでのメニュー画面の色などが異なる。女の子の場合、敵車の速さがややマイルドになる。
カスタマイズ
これまでのシリーズと同じく、プレイヤーは自分のチョロQをカスタマイズできる。見た目を変更するボディは200種類以上、パーツも百数十種類以上存在する。
ミニゲーム
ストーリー中、田植えやアルバイトなどのミニゲームをプレイする場面がある。

## 劇中の主な用語
チョロQアイランド
ゲープコッチ、ダールニチェ、アウトパーヤ、コンズラート、ビダムパルクの5つの島からなるチョロQ達の楽園。住民のチョロQ達は皆レース好きで、各島に散らばるレース場でのレースを楽しみにしている。 最も人口が多いのはゲープコッチ島であり、物語の舞台となるのもここである。それ以外の島はレース以外では訪れられない。
ゲープコッチ島
チョロQアイランドの中央に位置する島で、主人公が訪れられる街はすべてこの島に位置する。一番初めにレースが開催された歴史上由緒正しき島で、本格的なサーキットコースが用意されている。街ごとの経済格差が大きい。
ダールニチェ島
チョロQアイランドの北部に位置する島。アドベンチャーなコースが特徴。
アウトパーヤ島
チョロQアイランドの東部に位置する島。島の東西でタイムスリップが起こってしまい、江戸時代の日本風のコースと1950年代のアメリカンなコースとに分かれている。
コンズラート島
チョロQアイランドの西部に位置する島。美しい雪山や海岸など美しい自然とは裏腹に、非常に過酷なコースが多い。
ビダムパルク島
チョロQアイランドの南部に位置する島。おもちゃやお化け屋敷など、ファンタジー感あるコースが特徴。
ブラチータウン
主人公の住む街。主に中流階級のチョロQ達が暮らしており、最初はこの街を行動することになる。街のイメージカラーは赤色。
病院や学校などの公共施設が比較的多い。ラノフカワークスの本拠地でもある。人当たりの良いチョロQが多く、ゲームのヒントやアドバイスをくれることも多い。
ポクイータウン
走行距離が45kQmに達すると行けるようになる街。親友バラートはこの町で暮している。街のイメージカラーは黄色。
比較的貧しいチョロQ達が暮らしている。道路の至る部分にヒビが入っており、不良集団が幅をきかせているなど治安が悪く荒れているが、バラートのような良心的な住民も多い。ポムニクワークスの本拠地でもある。
ニャキータウン
走行距離が130kQmに達すると行けるようになる街。水上に造られており、貴族の末裔や政治家など上流階級の裕福なチョロQ達が暮らしている。街のイメージカラーは青色。
比較的治安が良く、国会や大使館などの政府機関が位置している官庁街でもある。ソバッソワークス、キスババワークス、メグベスワークス、ゲトラワークスの本拠地でもある。
ラノフカワークス
ブラチータウンに本拠地を置くレースチーム。リーダーはリーニで、メンバーはルルーザ。イメージカラーは赤。主人公が入れるワークスである。
ポムニクワークス
ポクイータウンに本拠地を置くレースチーム。リーダーはガイガスで、メンバーはベルニス、後にバラートも入団する。バラートが入団する為主人公は入れない。ブロックや体当たりなど、荒っぽい戦術を駆使する。イメージカラーは黄色。
ソバッソワークス
ニャキータウンに本拠地を置くレースチーム。リーダーはケーベルト。メンバーはオーストリ。貴族が運営しており、入団テストは非常に難易度が高いが、契約金も多い。チーム名はケーベルトの祖父・ソバッソから取られている。資金は潤沢だが、ニャキータウンの住民からは「厳格すぎる」「実力ではラノフカのリーニには勝てない」と批判されている。イメージカラーは青。主人公が入れるワークスでもある。
キスババワークス
ニャキータウンに本拠地を置くレースチーム。貴族しか入れない、由緒正しいワークスである。リーダーはアニア、メンバーはニェーボ。作中でも強豪チームである。イメージカラーはピンク。
メグベスワークス
ニャキータウンに本拠地を置くレースチームだが、作中でワークス本部は存在しない。リーダーはケーシュ、メンバーはニャーッキ。実力は低め。イメージカラーは緑。
ゲトラワークス
ケーニヒとのグランプリのみ、キスババワークスに代わって登場。作中最強の実力を誇る。リーダーはケーニヒ。メンバーはミハエル・シュティーゲとラルフ・シュティーゲ兄弟。イメージカラーは黒。

## その他・注意点（ネタバレ注意）
- 主人公がワークス入団後、ノラヒカがアイテムをくれるが、これをうっかりもらい損ねたままゲーム進行し、ゲームクリアまで到達するとノラヒカが旅に出るストーリーになるため、ノラヒカのアイテムは貰えなくなってしまう。ノラヒカは主人公にゲーム進行の助言をしてくれるが、ノラヒカの家を訪れた時に助言をしてもらう状況だと、その内容を済ませるまでアイテムは貰えないため、助言を受けた内容を済ませた上でノラヒカの家に訪れ、新たな助言が無い状態でアイテムを受け取る必要がある。アイテムをコンプリートできなくなった場合、パーツ合成で全てのパーツをコンプリートできなくなる。デバッグモードでコンプリートする方法もあるが、通常プレイでコンプリートしたい場合は要注意。

- １ヶ月のうち、４回連続４位以下でレースにゴールするとノラヒカから手紙が来て特訓を受けられ、成功すると神社のお守りをもらえるが、これも順調にゲーム進行だけを進めていくと発生しないイベントのため、出来事、パーツをコンプリートしたい場合はわざと発生する状況を作る必要がある。

- バラートとのグランプリはストーリーの進行上、一度しか参戦できない。そのため一度優勝を逃すと、賞品のボディが手に入らないので注意する必要がある。季節に関係なくコースは固定となる。

- イベント中に所持金が必要になることもあるため、やはり出来事、アイテムをコンプリートしたい場合は所持金も必要となる。[2]